# سدریک گراسیا
سدریک گراسیا (فرانسوی: Cédric Gracia‎؛ زادهٔ ۲۳ مارس ۱۹۷۸) دوچرخه‌سوار اهل فرانسه است.
وی در مسابقات کشوری و بین‌المللی در مجموع برندهٔ ۱ مدال برنز شده‌است.